# 日本食文化検定
日本食文化検定とは、一般社団法人日本食文化協会（理事長　小俣日出郎）が主催する日本の食文化に関する知識を問う民間資格の検定である。
略称は食文検。世界に類を見ない美と美味のある素晴らしい日本料理の食文化を、世代を超えて多くの方々に知っていただくことを目的とし日本人の食の原点は神へのお供え物すなわち感謝の心にあることを教えてくれる。
公式テキストは伊勢神宮に奉納されている。
日本食文化検定　通信教育講座を修了した成績優秀者を、毎年日本食文化賞表彰・顕彰式典で表彰し副賞に東京ベイクラブリゾートペア宿泊券を贈呈している。
【日本食文化賞　最優秀賞】
第１回　北　明美　（学士会館　東京都千代田区）
第２回　市川智子　（学士会館　東京都千代田区）
第３回　名倉由桂　（霞会館　東京都千代田区）
第４回　福田桂緒里、　三角麻結（学生部門）　（綱町三井倶楽部　東京都港区）
第５回　該当者なし　（日本外国特派員協会　東京都千代田区）
第６回　渕沢明子　　（日本外国特派員協会　東京都千代田区）

## 概要
主催団体である一般社団法人日本食文化協会は、2012年（平成24年）3月1日に設立され日本食文化の伝承と啓蒙を推進するために日本食文化検定、日本食文化賞表彰・顕彰式典、日本食文化教室、日本語文化教室などの活動をおこなっている。
顧問には旧朝香宮（元皇族）当主朝香誠彦氏、料理会の重鎮である道場六三郎氏などが名を連ねる団体である。日本食文化賞表彰・顕彰式典には参議院議員・日本食文化普及推進議員連盟会長の山東昭子氏、元財務代大臣・元味の素総合研究所の城島光力氏、元文化庁長官近藤誠一氏など著名人が出席している。

## 略歴
- 2010年1月30日、NPO法人四條司家食文化協会が主催する新年庖丁儀式において検定事業発足が発表される。
- 2010年5月11日、通信教育講座の申し込みを開始。
- 2010年11月7日、第1回会場試験を実施。
- 2011年7月19日、「日本食文化検定 公式テキスト 基礎編」を伊勢の神宮に奉納。
- 2011年11月6日、第2回会場試験を実施。
- 2012年3月1日、主催団体を一般社団法人日本食文化協会に移行。

## 検定の概要

### 通信教育講座　基礎編
- 申込期間

年間を通して募集。学習を始めたいときにいつでも申し込める。
- 受講資格

誰でも受験できる。
- 学習方法

毎月送られてくるテキストの内容を理解し、択一式問題と記述式問題に解答する。第1回～5回の全ての問題で合格基準を満たし、修了試験に合格すると修了となる。
- 合格基準

各回の問題および修了試験で80%以上正解。
- 教 材

「公式テキスト 基礎編」（全5冊）
第1回 日本料理とは
第2回 日本料理作法
第3回 日本料理の歴史と様式
第4回 歳時
第5回 慶事・弔事
- 受講資格

誰でも受験できる。
- 出題範囲

主に「公式テキスト 基礎編」から出題。
- 試験形式

択一式問題と記述式問題
- 合格基準

70%以上正解

## 公式テキスト
- 通信教育講座3級

「公式テキスト 基礎編」（全5冊）
第1回 日本料理とは
第2回 日本料理作法
第3回 日本料理の歴史と様式
第4回 歳時
第5回 慶事・弔事
- 会場試験3級

「公式テキスト 基礎編」（問題集付き）